# Ferrocarril Población Morandé
Ferrocarril Población Morandé fue una línea de tranvías existente en Santiago de Chile que circuló a inicios del siglo XX.

## Historia
El tranvía de sangre fue construido por iniciativa de Juan de Dios Morandé Vicuña, quien construyó una población en la comuna de Quinta Normal, al norte de la avenida Carrascal. Tenía un ancho de vía de 750 mm y llegó a poseer una flota de 12 carros.
En mapas de 1911 el trazado presentado para el tranvía se iniciaba en la esquina de Matucana con Andes, continuando por esta última calle hasta Alcérreca, en donde viraba hacia el norte hasta el Camino del Resbalón (actualmente Mapocho) y virando nuevamente hacia el norte en la calle Mendoza; en dicha calle circulaba hasta la avenida Las Heras (actualmente Alsino) y se dirigía al oeste hasta Santa Fe, llegando hasta la avenida Carrascal e ingresando a la población Morandé por la actual calle Gonzalo Bulnes y virando por La Plaza (actual Embajador Gómez) hasta llegar a la plaza Diego Portales (actualmente denominada Plaza de los Palos).
En septiembre de 1913 se presentaba una solicitud para electrificar la línea del tranvía de sangre, mencionando un recorrido diferente al aparecido en 1911: este se iniciaba en Matucana con Andes, siguiendo por esta última hasta la calle General Robles y desde aquí por Walker Martínez, Salvador Gutiérrez, San Juan (actualmente General Brayer), Carrascal, Morandé (actualmente Gonzalo Bulnes), Los Sauces, avenida Lo Franco (actualmente Dr. José Tobías), Carrascal y empalmando nuevamente con Walker Martínez. A pesar de solicitar varias prórrogas en años siguientes, el proyecto finalmente no se concretaría dado que en guías de 1924 aún continuaba apareciendo el tranvía de la población Morandé como un ferrocarril a tracción animal. En 1917 existían diversas quejas a través de la prensa escrita debido al mal estado de la vía y los carros, además de incumplimientos en las frecuencias y mala calidad del servicio.